# مادیان کوه

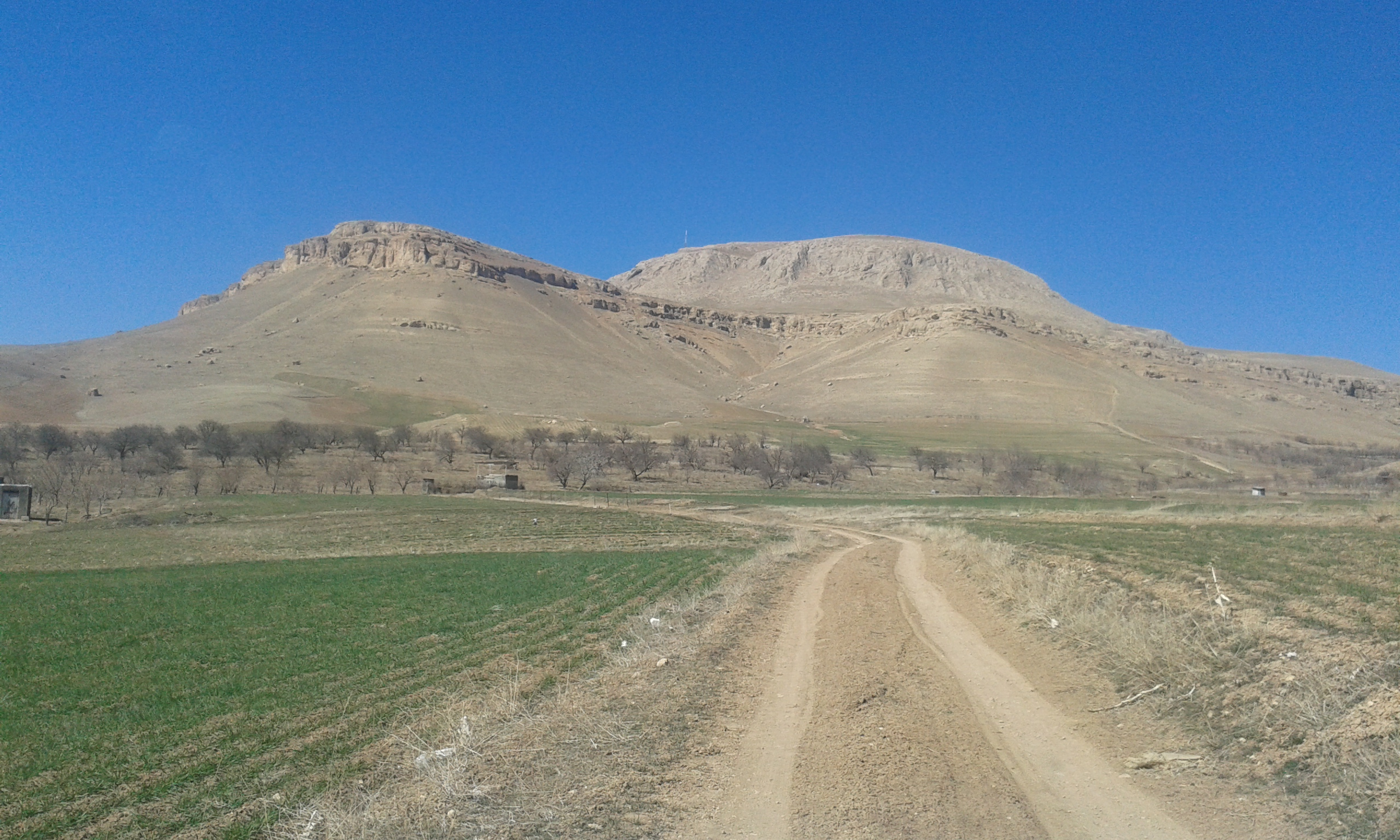
مادیان کوه

مادیان کوه یا مایان کوه (به کردی: مایان کۊیه) کوهی در شهرستان سنقر استان کرمانشاه ایران است و ۲۶۴۶ متر ارتفاع دارد.
این کوه در شمال شهر سنقر قرار دارد.  یک چشمۀ دائمی و یک غار به اسم غار حاجی باجلان در بالای مادیان کوه قرار دارد.